# Scheidsrechtersfluit

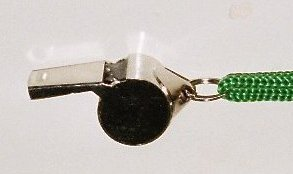
Een metalen scheidsrechtersfluitje

Een scheidsrechtersfluitje is een instrument dat vooral wordt gebruikt tijdens sportwedstrijden waar een scheidsrechter bij aanwezig is. Als de scheidsrechter de aandacht van de speler(s) wil of het spel stil wil leggen dan blaast de scheidsrechter op het fluitje.

## Geluid
Als de gebruiker in het mondstuk van het fluitje blaast, wordt er een snelle stroming van de lucht veroorzaakt. In het fluitje wordt de lucht door een smalle opening geblazen. Achter die opening zit een 'kamer' met daarin een klein balletje van kurk of kunststof, ter grootte van een erwt. Dit balletje gaat door de snelle luchtstroming trillen. Deze trilling zorgt ervoor dat de lucht ook gaat trillen. Deze luchttrilling komt uit een grotere opening aan de bovenkant van het fluitje. Hieruit hoor je dan een fluitsignaal.

## Voetbal
Bij een voetbalwedstrijd fluit de scheidsrechter op momenten in de wedstrijd waarop hij de aandacht van de spelers wil en het spel wil stilleggen. De precieze betekenis van het fluitsignaal is afhankelijk van het aantal keren dat de scheidsrechter fluit:
- Eenmaal fluiten betekent dat de scheidsrechter een overtreding of andere fout heeft gezien en het spel stil wil leggen.
- Tweemaal fluiten betekent dat na 45 minuten plus blessuretijd de eerste helft van de wedstrijd afgelopen is.
- Driemaal fluiten betekent dat na 90 minuten plus blessuretijd de wedstrijd afgelopen is.